# 周韶华
周韶华（1929年10月—），原名周景治，笔名海啸，男，汉族，山东荣成人，中国画家，湖北美术学院原院长，湖北省文学艺术界联合会原主席，中国美术家协会原常务理事。